# William Tate (cónego)
William Tate (falecido em 1540) foi um cónego de Windsor de 1523 a 1540.

## Carreira
Ele foi nomeado:
- Vigário de Everingham 1508 - 1524
- Reitor de Thwing 1509-1528
- Tesoureiro de Beverley Minster 1520
- Prebendário de York 1522 - 1540
- Reitor de Chelmsford 1522

Ele foi nomeado para a terceira bancada na Capela de São Jorge, Castelo de Windsor em 1523 e manteve a canonaria até 1540.